# Чиникас, Марюс
Марюс Чиникас (лит. Marius Činikas; род. 17 мая 1986, Кедайняй) — литовский футболист, крайний защитник (ранее — полузащитник).

## Биография
Воспитанник клуба «Нявежис» из своего родного города. В 2002 году начал играть во взрослых соревнованиях за второй состав команды, а в 2003 году — за основной состав, выступавший в низших лигах Литвы. С 2005 года со своим клубом играл в высшей лиге Литвы, где за два сезона провёл 68 матчей и забил 12 голов.
В 2007 году перешёл в «ФБК Каунас», с которым стал чемпионом Литвы 2007 года и серебряным призёром чемпионата 2008 года, а также обладателем Кубка Литвы 2008 года. В сезоне 2009 года «Каунас» из-за финансовых нарушений был переведён в третий дивизион, где футболист сыграл несколько матчей и в итоге стал победителем турнира. В течение 2009 года Чиникас несколько раз был на просмотре в шотландском «Хартсе», принадлежавшем тому же владельцу, что и «Каунас» — Владимиру Романову. В итоге он перешёл в шотландский клуб 28 августа 2009 года на правах аренды. Дебютный матч в премьер-лиге Шотландии сыграл 3 января 2010 года в Эдинбургском дерби, а уже через месяц, сыграв только два матча в лиге, покинул клуб. В 2010 году выступал за другой клуб, принадлежавший Романову — белорусский «Партизан-МТЗ».
В 2011 году играл за латвийский клуб «Металлург» (Лиепая), стал серебряным призёром чемпионата страны, финалистом Кубка Латвии и был включен в символическую сборную сезона. В первой половине 2012 года выступал за белорусский «Минск», с которым стал финалистом Кубка Белоруссии 2011/12. В 2013 году, выступая за «Калев» (Силламяэ), стал бронзовым призёром чемпионата Эстонии.
В 2014 году вернулся в чемпионат Литвы и провёл сезон за «Судуву». В 2015 году снова играл в Эстонии за «Калев» (Силламяэ). В 2016 году вернулся в «Судуву», с которой стал бронзовым призёром чемпионата и финалистом Кубка Литвы 2016 года, а также чемпионом страны 2017 года. Весной 2018 года играл за «Ионаву», но летом вернулся в «Судуву», с которой завоевал очередной чемпионский титул. В 2019 году выступал за «Атлантас». В 2020 году снова играл за «Ионаву», ставшую третьим призёром первой лиги.
За свою карьеру провёл не менее 17 матчей в еврокубках.
Выступал за юниорскую и молодёжную сборную Литвы.

## Достижения
- Чемпион Литвы: 2007, 2017, 2018
- Серебряный призёр чемпионата Литвы: 2008
- Бронзовый призёр чемпионата Литвы: 2016
- Обладатель Кубка Литвы: 2008
- Финалист Кубка Литвы: 2016
- Серебряный призёр чемпионата Латвии: 2011
- Финалист Кубка Латвии: 2011
- Финалист Кубка Белоруссии: 2012
- Бронзовый призёр чемпионата Эстонии: 2013